# Tucano (Bahía)
Tucano es un municipio situado en la región nordeste del Estado de Bahía. Su nombre tiene un origen discutido ya que para algunos se originó de una aldea de indios “tucanos” y para otros, es oriundo de las aves de la familia de los Ranfastídeos caracterizados por el bico curvilíneo (hoy extintas).

## Economía
Económicamente el municipio sobrevive de la agricultura (frijol y maíz), ganadería (bovinos, ovinos y cabras) y el turismo, siendo su punto principal la Estancia Hidromineral de Caldas del Jorro, cuyo potencial turístico es uno de los fuertes atractivos del desarrollo de la región. Otras atracciones para muchos turistas que visitan Tucano es pasar en el Buraco del Viento, bellísimas formaciones rocosas, esculpida por la propia naturaleza. 
Tucano tiene también su economía orientada a la manufactura artesanal, siendo el Poblado de Tracupá un polo de artesanos de cuero, en las prendas de vestir de carteras, bolsas, ponchetes, cintos, ropas, etc.

## Hijos ilustres
- Othon Bastos - actor brasilero
- Gil Bahiano - jugador de fútbol
- Juán Santana - Publicista